# Bernhard Sauer
Bernhard Sauer (* 1949) ist ein deutscher Historiker.

## Leben
Sauer studierte Geschichte, Politikwissenschaft und Sport. Später arbeitete er zeitweise als Lehrer.
2003 wurde Sauer beim Zentrum für Antisemitismusforschung der TU Berlin promoviert. Seit den 1990er Jahren hat er eine Reihe von Veröffentlichungen zur Geschichte der deutschen Freikorps und zur Frühgeschichte der NSDAP und der SA vorgelegt.

## Veröffentlichungen

### Monographien
- Die Baltikumer (= Arbeitspapiere des Instituts für Internationale Politik und Regionalstudien- Ausgabe 7). Berlin 1995.
- Schwarze Reichswehr und Fememorde. Eine Milieustudie zum Rechtsradikalismus in der Weimarer Republik (= Zentrum für Antisemitismusforschung der Technischen Universität Berlin - Dokumente Texte, Materialien- Bd. 50). Metropol Verlag, Berlin 2004, ISBN 3-936411-06-9 (Zugl.: Berlin, Techn. Univ., Diss., 2003).
- In Heydrichs Auftrag. Kurt Gildisch und der Mord an Erich Klausener während des „Röhm-Putsches“. Metropol-Verlag, Berlin 2017, ISBN 978-3-86331-373-9.
- Der Erste Weltkrieg - ein Verteidigungskrieg? Duncker & Humblot, Berlin 2023, ISBN 978-3-428-18891-8.

### Aufsätze
- Die deutschvölkische Freiheitspartei (DvFP) und der Fall Grütte. In: Berlin in Geschichte und Gegenwart. Jahrbuch des Landesarchivs Berlin, 1994.
- Vom „Mythos eines ewigen Soldatentum“. Der Feldzug deutscher Freikorps im Baltikum im Jahre 1919. In: Zeitschrift für Geschichtswissenschaft, 43 Jg. (1995) Heft 10, S. 869–902.
- "Gerhard Roßbach – Hitlers Vertreter für Berlin. Zur Frühgeschichte des Rechtsradikalismus in der Weimarer Republik. In: Zeitschrift für Geschichtswissenschaft 50. Jg. (2002) Heft 1, S. 5–21 (Digitalisat).
- Zur politischen Haltung der Berliner Sicherheitspolizei in der Weimarer Republik. In: Zeitschrift für Geschichtswissenschaft 53. Jg. (2005), Heft 1, S. 26–45 (Digitalisat).
- Goebbels’ „Rabauken“. Zur Geschichte der SA in Berlin-Brandenburg. In: Berlin in Geschichte und Gegenwart. Jahrbuch des Landesarchivs Berlin 2006, Berlin 2006, S. 107–164 (Digitalisat).
- „Verräter waren bei uns in Mengen erschossen worden.“ Die Fememorde in Oberschlesien 1921. In: Zeitschrift für Geschichtswissenschaft 54. Jg. (2006), Heft 7/8, S. 644–662 (Digitalisat).
- Die Schwarze Reichswehr und der geplante „Marsch auf Berlin“. In: Berlin in Geschichte und Gegenwart. Jahrbuch des Landesarchivs Berlin 2008, Berlin 2008, S. 113–150 (Digitalisat).
- Freikorps und Antisemitismus in der Frühzeit der Weimarer Republik. In: Zeitschrift für Geschichtswissenschaft 56. Jg. (2008) Heft 1 (Digitalisat).
- „Auf nach Oberschlesien.“ Die Kämpfe der deutschen Freikorps 1921 in Oberschlesien und den anderen ehemaligen deutschen Ostprovinzen. In: Zeitschrift für Geschichtswissenschaft, 58. Jg. (2010), Heft 4, S. 297–320 (Digitalisat).
- Alte Kämpfer und feste Bande: Kurt Daluege und Herbert Packebusch. In: Zeitschrift für Geschichtswissenschaft, 62. Jg. (2014) Heft 12, S. 977–996 (Digitalisat).
- Othmar Toifl (1898–1934) – Kurt Dalueges geheimnisvoller Nachrichtenmann. In: Zeitschrift für Geschichtswissenschaft, 64. Jg. (2016) Heft 10, S. 833–853 (Digitalisat).

### Als Herausgeber
- „Nie wird das Deutsche Volk seinen Führer im Stiche lassen.“ Abituraufsätze im Dritten Reich. Duncker & Humblot, Berlin 2012, ISBN 978-3-428-13942-2.